# Crisis política en Tailandia de 2008-2010
La crisis política de Tailandia de 2008-2010 se inició a mediados de 2008 contra el gobierno electo de Samak Sundaravej, con los disturbios civiles de la Alianza Popular para la Democracia (APD) en un intento de obligar al gobierno a modificar la Constitución aprobada en referéndum en 2007 para reducir la proporción de representantes a elegir en el Parlamento de forma que los sufragios nacionales solo tuvieran un valor del 30% y el otro 70% fuera elegido por designación, pretendiendo contrarrestar el apoyo popular al Partido del Poder del Pueblo (PPP). Las manifestaciones en la capital, Bangkok, organizadas por la Alianza Popular para la Democracia comenzaron en mayo de 2008 y llegaron a su nivel más crítico a finales de agosto, cuando los accesos a la Casa de Gobierno y varios ministerios fueron ocupados por los manifestantes. El gobierno declaró el estado de emergencia en Bangkok el 2 de septiembre. Finalmente el Tribunal Constitucional inhabilitó al primer ministro Samak Sundaravej e ilegalizó varios de los partidos que apoyaban al gobierno (Partido del Poder del Pueblo, Chart Thai y Matchimathipatai), por lo que fue elegido un nuevo primer ministro, Somchai Wongsawat, también de PPP, pero las protestas arreciaron y el nuevo gobierno duró solo tres meses, tras ser también inhabilitado Wongsawat por el Tribunal Constitucional. Así, fue elegido Abhisit Vejjajiva, del Partido Demócrata, próximo a la Alianza del Pueblo para la Democracia, finalizando en diciembre de 2008 las protestas.
No obstante, ya en la toma de posesión de Vejjajiva, comenzaron las protestas de los Camisas Rojas, partidarios de Thaksin Shinawatra y de los depuestos primeros ministros, entrando Tailandia en un nuevo ciclo de crisis política que continuó hasta 2010. En marzo de 2009, Thaksin Shinawatra, afirmó que el presidente del Consejo Privado del Rey de Tailandia, Prem Tinsulanonda, había planeado el golpe militar de 2006, y que los demás miembros del Consejo, incluido Surayud Chulanont, jefe del gobierno interino tras el golpe, habían conspirado con los militares para que Abhisit Vejjajiva fuera primer ministro. Desde abril de 2009, arreciaron las protestas de los Camisas Rojas que tomaron varios aeropuertos y boicotearon la Cumbre de Asia Oriental. En 2010, miles de Camisas Rojas tomaron la capital del país, Bangkok, manteniendo fuertes enfrentamientos con las fuerzas del orden y los Camisas Amarillas (Alianza Popular por la Democracia) desde los primeros momentos que causaron decenas de muertos. Después de fracasar distintas iniciativas de acuerdo, en mayo el ejército asaltó el campamento de los Camisas Rojas en el centro de la ciudad, con un balance de cerca de 90 fallecidos. Las tensiones se mantuvieron todo el año a la espera de las elecciones generales a celebrar en 2011.

## Antecedentes
La Alianza Popular para la Democracia o Camisas Amarillas, activa contra Thaksin Shinawatra, se disolvió después del golpe de Estado de 2006 que derrocó al gobierno de este. La Alianza se reorganizó una vez terminó el gobierno interino militar y se realizaron las elecciones generales de 2007 que dieron la victoria al Partido del Poder del Pueblo liderado por Samak Sundaravej, hombre vinculado a Thaksin Shinawatra. Esta vinculación fue la justificación de la Alianza para tratar de hacer dimitir al gabinete.

## Crisis durante los gobiernos del Partido del Poder del Pueblo

### Moción de censura
El 27 de junio, el gobierno debió enfrentarse a una moción de censura que se superó gracias a la ausencia de casi cuarenta parlamentarios, pero en la que el primer ministro sólo obtuvo 228 votos, 83 menos que en su investidura.
No obstante, los escándalos económicos que afectaron a varios miembros del gabinete y al Presidente de la Asamblea Nacional forzaron la dimisión de varios de ellos en julio de 2008. Las razones de la crisis de julio, además de las que afectaban a las dudosas actuaciones de algunos miembros del partido del gobierno, tuvo su origen también y sobre todo en un antiguo conflicto fronterizo con Camboya. El Ministerio de Asuntos Exteriores firmó unos acuerdos con Camboya para zanjar el conflicto sobre el estatus del Templo Preah Vihear y que fuera declarado Patrimonio de la Humanidad, templo situado en la frontera entre ambos países y que el Tribunal Internacional de Justicia de La Haya declaró que se encontraba en territorio camboyano a pesar de la oposición tailandesa.
El ministro de Asuntos Exteriores tailandés, Noppadon Pattama, dimitió tras conocerse que firmó los acuerdos y la petición, con el apoyo de las autoridades camboyanas en la Unesco, para declarar el templo Patrimonio de la Humanidad, declaración efectuada por el organismo de la ONU el 7 de julio. El ministro y otros miembros de la administración fueron acusados ante los tribunales de violar los artículos 190 y 270 de la constitución, ya que Tailandia sigue considerando como propio dicho territorio y la actuación ministerial parecía un reconocimiento implícito de la soberanía camboyana, lo que confirmó el 8 de julio el Tribunal Constitucional.

### Protestas

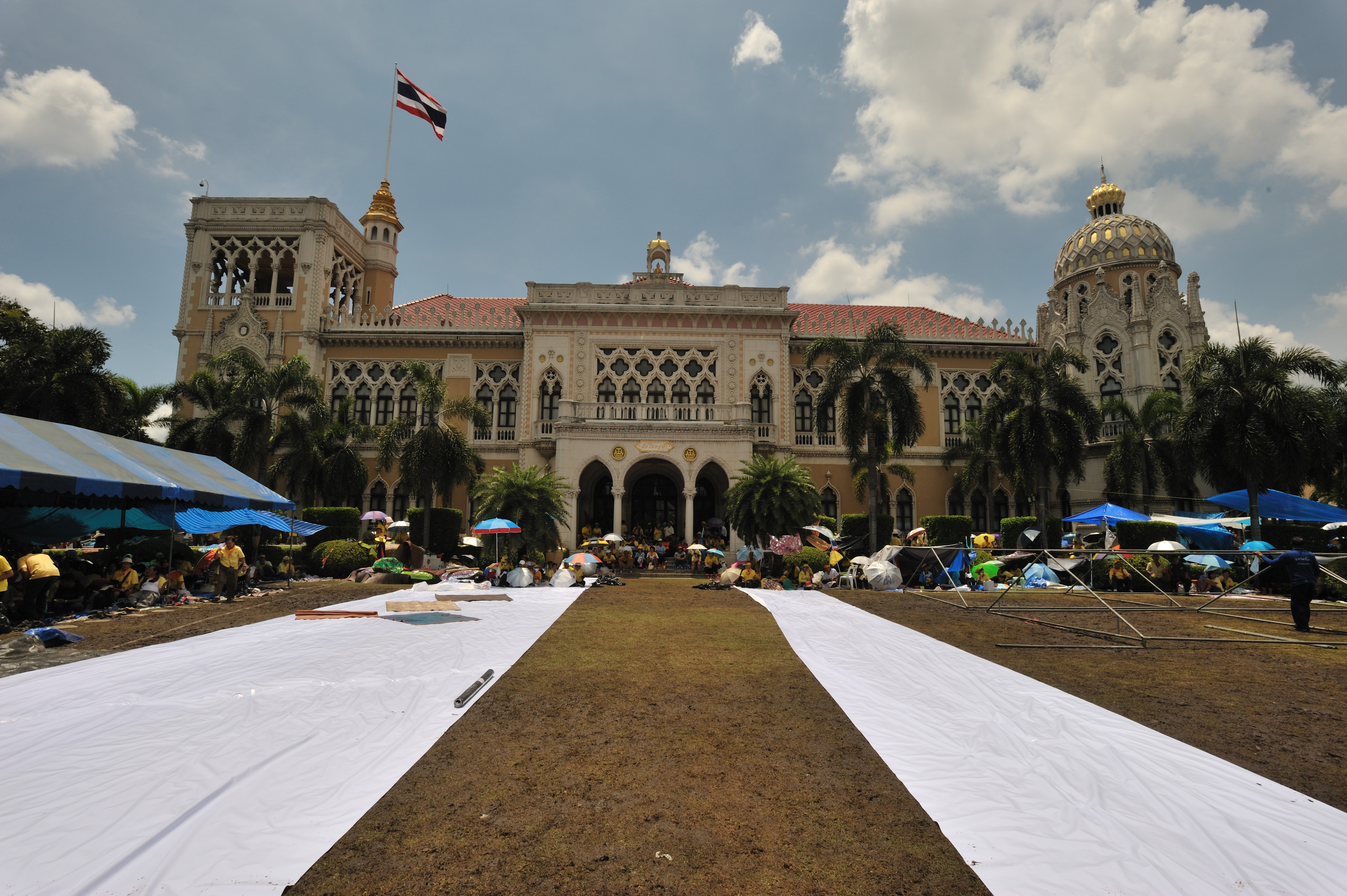
Manifestantes ocupando los alrededores de la Casa de Gobierno.

La Alianza Popular para la Democracia era considerada un movimiento popular derechista, ultranacionalista, formado por clases medias urbanas, elite adinerada y sectores próximos a la Corona. Según Thanet Aphornsuvan, decano de la Facultad de Filosofía y Letras de la Universidad de Thammasat, era «la primera vez que los participantes en las protestas fijan la agenda en lugar del gobierno, que recibió un mandato en elecciones para hacerlo» y que la situación no era asimilable a las de 1973 y 1992 para poner fin a dictaduras. La estrategia de la Alianza, según Thanet, era debilitar al parlamento y provocar lo que calificó como un «golpe popular». Estas opiniones eran también compartidas por Thitinan Pongsudhirak, de la Universidad de Chulalongkorn.
En agosto y septiembre de 2008, miembros de la Alianza Popular ocuparon los accesos a la Casa de Gobierno. A ellos se unieron decenas de miles de miembros, entre ellos la organización Guerreros Srivichai, considerada una fuerza paramilitar de la Alianza Popular por distintos medios dentro y fuera de Tailandia. Establecieron barricadas con alambre de espino, bambú, y una improvisada valla eléctrica. Al mismo tiempo se ocuparon los aeropuertos de Phuket, Krabi y Hat Yai, bloqueando las principales carreteras y líenas férreas, lo que provocó una parálisis en el país.
Guerreros Srivichai ocuparon el Servicio Nacional de Radiodifusión de Tailandia, así como varios ministerios. Los enfrentamientos entre los partidarios del gobierno, agrupados en el Frente Unido Nacional por la Democracia contra la Dictadura, y miembros de la Alianza Popular a partir del 3 de septiembre, se saldaron con decenas heridos. Varios sindicatos apoyaron a la Alianza Popular y amenazaron con cortar el suministro eléctrico y el servicio de abastecimiento de agua en varios lugares del país.

### Estado de emergencia en Bangkok

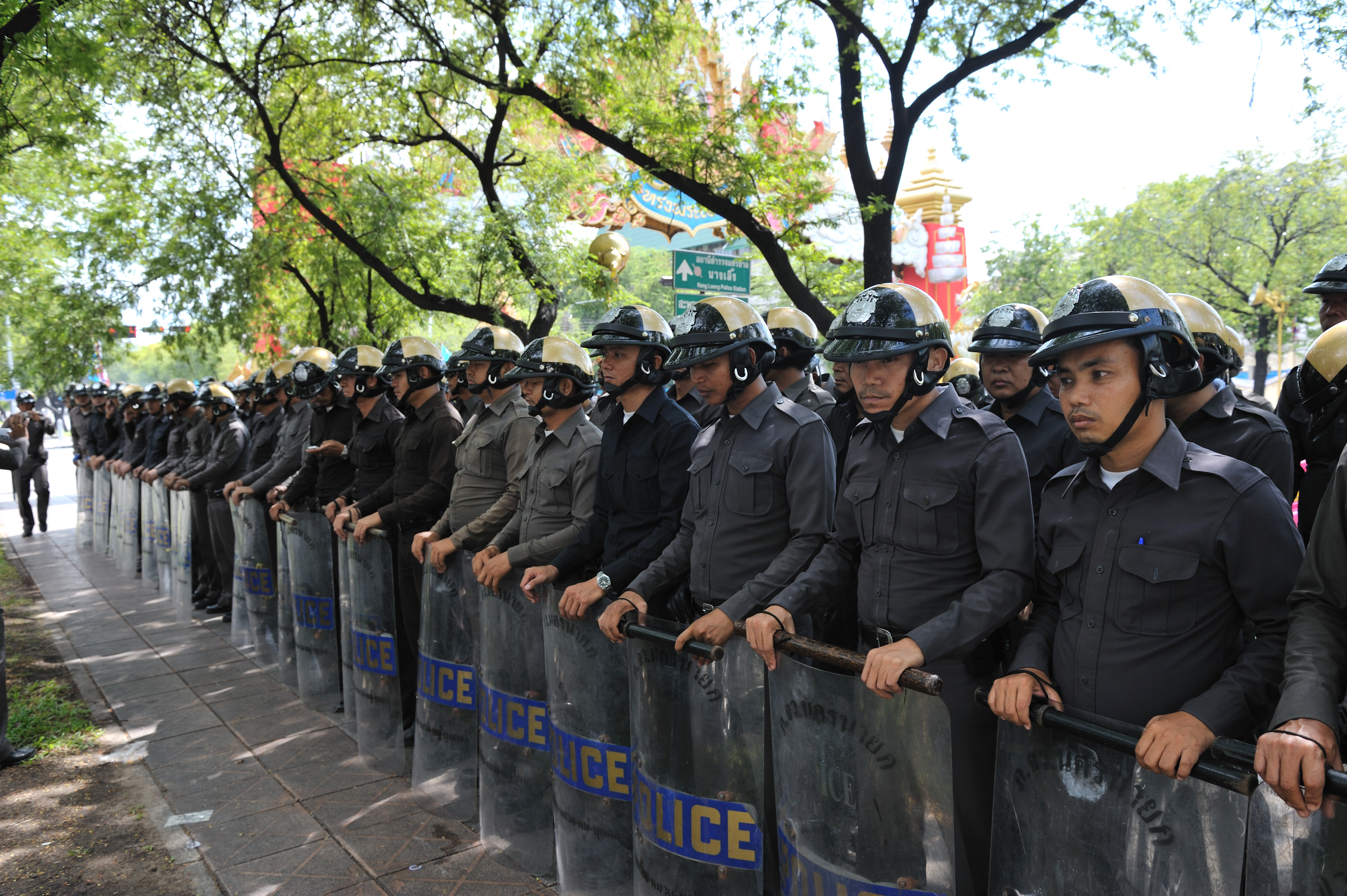
Fuerzas de Seguridad en Bangkok cinco días antes de la declaración del estado de emergencia.

En la mañana de 2 de septiembre se desató una oleada de violencia en la capital tailandesa, con uso de armas de fuego, que se saldó con 43 heridos. El primer ministro Samak Sundaravej, decretó el estado de emergencia en Bangkok a partir de las 07:00 horas del día siguiente. La declaración se justificaba en el decreto afirmando «que ciertos grupos de personas están llevando a cabo actuaciones que causan la anarquía y que pueden conducir a la insurrección nacional, así como pueden causar daños y perjuicios a la administración pública y erosionar la fe y la confianza en el sistema económico. Estas actividades están influyendo en la paz y el orden público, en detrimento de la seguridad nacional [...] y el ejercicio de los derechos y libertades».
El gobierno encomendó la tarea de hacer cumplir la normativa reguladora del estado de emergencia al general Anupong Paochinda, Comandante en Jefe del Real Ejército Tailandés, quien prohibió las reuniones de más de cinco personas en Bangkok, la distribución de comunicados de prensa o difusión de escritos, publicaciones o cualquier otra información que pudieran constituir instigación al enfrentamiento entre ciudadanos o infundieran a error sobre el alcance del estado de emergencia y sus efectos.
La declaración coincidió con la decisión de la Comisión Electoral de Tailandia de recomendar que el Partido del Poder del Pueblo, formación del primer ministro, fuese disuelto por supuesta compra de votos durante las elecciones generales de 2007.
Dos días después, el 4 de septiembre, el conflicto prosiguió sin que el ejército consiguiera levantar el sitio a la Casa de Gobierno y distintos edificios administrativos, lo que hizo proponer al primer ministro la celebración de un referéndum para salir de la crisis, mientras Anupong Paochinda descartaba el uso de la fuerza para reprimir a los manifestantes.
Los militares se mostraron contrarios a un nuevo golpe de Estado pero pidieron que se levantase el estado de emergencia y se formara un gobierno de unidad nacional. No obstante, el Comandante Supremo de las Reales Fuerzas Armadas de Tailandia, Boonsrang Niumpradit (que fue miembro de la Junta militar que depuso a Shinawatra (Consejo de Seguridad Nacional), informó que los oficiales de alto rango se habían reunido para discutir la crisis política del país el 6 de septiembre y que ningún alto mando pensaba intervenir, pero añadió:

Pero si sigue prolongándose así y la gente le sigue pidiendo al Ejército que lance un golpe de Estado, no sé qué pasará. Si los problemas no se resuelven por medios democráticos y el país entra en un callejón sin salida, un golpe de estado militar puede ser necesario.

El estado de emergencia fue levantado por el primer ministro interino, Somchai Wongsawat, el 14 de septiembre. Justificó la medida al considerar que había disminuido el nivel de violencia y porque, de prolongarse la emergencia, se perjudicarían los intereses del país.

### Inhabilitación del primer ministro Samak Sundaravej
El 9 de septiembre, el Tribunal Constitucional de Tailandia resolvió inhabilitar al primer ministro para el desempeño de sus funciones como consecuencia de haber presentado durante su mandato un programa de televisión sobre cocina tailandesa, ya que entendía que la Constitución prohibía, en sus artículos 267, en relación con el 91 y 182, el desempeño de actividades privadas retribuidas por los miembros del gabinete. Durante el juicio Sundaravej alegó, al igual que la productora del programa, que no recibía retribución alguna, y sólo se le indemnizaban los gastos de transporte hasta los estudios de televisión y los ingredientes que se usaban en la elaboración de los platos. No obstante el tribunal consideró que el espíritu de la Constitución trata de evitar los conflictos de intereses y que no debía de interpretarse el término "empleado" a través de la definición contenida en el Código Civil, el Código de Comercio o cualquier otra norma similar, sino en virtud de un concepto amplio, como lo hace el Real Instituto de Tailandia en el sentido general de una persona que trabaja en cualquier empleo; una persona que se compromete a trabajar para otra, con independencia de cómo se le denomine.

### Elección de Somchai Wongsawat como nuevo primer ministro

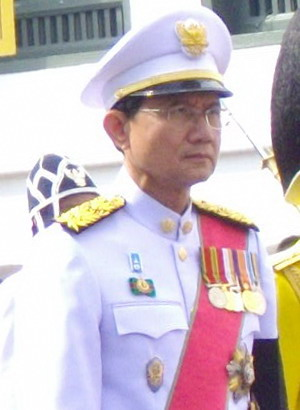
Primer ministro Somchai Wongsawat.

El Partido del Poder del Pueblo criticó la decisión y decidió volver a proponer a Samak Sundaravej como primer ministro, mientras de forma interina ocupó la jefatura del gobierno el ministro de Educación, Somchai Wongsawat. La votación debía celebrarse el 12 de septiembre, pero discrepancias sobre el candidato idóneo entre los partidos de la coalición gobernante hicieron que se pospusiera la votación al 17 de septiembre, al asistir al Parlamento sólo 161 parlamentarios de los 480 de la Asamblea Nacional de Tailandia. La coalición gubernamental estaba formada por el Partido del Poder del Pueblo con 223 escaños y otros cinco menores: Chart Thai, Por la Tierra Natal, el Partido Democrático Neutral, Leales a la Corona y el Ruam Jai Thai Chat Pattana. Chart Thai, con 34 escaños, era el más reacio a elegir de nuevo a Sundaravej. Las discrepancias se resolvieron parcialmente al renunciar Sundarajev, el mismo día 12 de septiembre, a la reelección al tiempo que afirmaba retirarse como líder de su partido.
La Alianza Popular por la Democracia acogió con satisfacción la renuncia de Sundaravej a presentarse de nuevo, si bien uno de sus dirigentes, Suriyasai Katasila, afirmó: «aceptaremos cualquiera para Primer Ministro, siempre que no sea del Partido del Poder del Pueblo»
El 15 de septiembre el Partido del poder del Pueblo (PPP), eligió al primer ministro interino, Somchai Wongsawat, como candidato a primer ministro. La Alianza del Pueblo para la Democracia rechazó el nombramiento por ser el candidato cuñado de Thaksin Shinawatra. Mientras, 73 diputados de otros partidos que apoyan al gobierno, liderados por el político del PPP, Newin Chidchob, se opusieron también a la elección. Finalmente, todas las formaciones que conformaban la mayoría de gobierno apoyaron la candidatura tras las negociaciones llevadas a cabo al día siguiente: «hemos discutido entre los líderes de los seis partidos y es nuestra intención que el Gobierno de nuestra coalición se mantenga hasta que complete su periodo», declaró un portavoz.
Somchai Wongsawat fue elegido primer ministro por la Asamblea Nacional el 17 de septiembre con el apoyo de los partidos que sostenían al gabinete. En la votación recibió el apoyo de 298 diputados, sobre un total de 468 presentes, 163 votaron por el candidadto de la oposición, Abhisit Vejjajiva, y hubo cinco abstenciones.
Mientras, los miembros de la Alianza Popular declararon que mantendrían las protestas mientras gobernase cualquier aliado de Thaksin Shinawatra. «Somchai estará bajo fuego desde el comienzo. No habrá luna de miel para él», según Thitinan Pongsudhirak, politólogo de la Universidad de Chulalongkorn. Sompong Amornwiwat, ministro interino de Justicia, señaló que se trataría de encontrar mediadores ante el Frente Nacional para resolver la situación y terminar con la situación de crisis.
Tras ser elegido, Wongsawat declaró que era el momento de la reconciliación y que estaba estudiando la manera de poner fin a las tres semanas de ocupación de la Casa de Gobierno. Días después se publicaron encuestas que arrojaban un 75% de apoyo popular al flamante primer ministro. En la primera semana se reunió con Sondhi Limthongkul, líder de la Alianza Popular, para encontrar un camino de diálogo y con el Banco de Tailandia y otras entidades financieras y autoridades económicas para tratar el impacto sobre Tailandia de la crisis económica mundial.

#### Formación de nuevo gabinete
El 24 de septiembre el primer ministro presentó su nuevo gobierno compuesto por 36 miembros, después de ser ratificado por el rey. Las novedades más importantes, dentro de un gobierno con muchos ministros de la época de Sundaravej, fueron el ministro de Hacienda, Suchart Thada-Thamrongvech, el ministro de Asuntos Exteriores, Sompong Amornvivat, exasesor de Thaskin Shinawatra, Charlerm Yoobumrung como ministro de Salud y Chavalit Youngchaiyudh, ex primer ministro, como uno de los ministros adjuntos. Kowit Wattana destacó por mantener el ministerio del Interior, clave en los enfrentamientos con la Alianza Popular. El ministerio de Defensa quedó en manos del primer ministro. Éste pidió un período de confianza al nuevo gobierno, destacando que estaba «seguro de que [los ministros] van a trabajar con buena intención y el gabinete está compuesto de políticos y técnicos».
El nuevo gobierno fue recibido con críticas por la oposición política del Partido Democrático y de la Alianza Popular. Abhisit Vejjajiva aseguró que sería difícil que ese gobierno se ganase la confianza del pueblo. Por otra parte, el presidente de la Junta de Comercio de Tailandia manifestó su satisfacción: «tenemos un buen equipo económico que están bien preparados y pueden manejar las situaciones antes de que los problemas tengan lugar».

#### Orden de detención contra Shinawatra
El mismo día que la coalición gobernante elegía a Somchai Wongsawat como candidato a primer ministro, el Tribunal Supremo de Tailandia emitió una orden de arresto contra Thaksin Shinawatra, la segunda desde el golpe de Estado que lo depuso en septiembre de 2006, esta vez por la venta de Shin Corporation a una empresa de Singapur, operación prohibida por la legislación tailandesa. Esta fue la más grave acusación que los líderes golpistas dieron en su día para justificar el cambio de régimen. Shinawatra acudió a Tailandia meses atrás para comparecer en otro juicio por la concesión de un préstamo a la Junta militar de Birmania, actuando como primer ministro, por importe de 170 millones de dólares, para que Birmania adquiriera otra compañía de la familia de Shinawatra, Shin Satellite, pero en agosto violó la libertad provisional y marchó de vuelta al Reino Unido

### Análisis de la situación por el International Crisis Group
El International Crisis Group, en un análisis publicado el 22 de septiembre, señaló lo que consideraba prioridades del nuevo primer ministro y del gobierno para superar la crisis política y encauzar la actividad normalizada del país.

La primera prioridad es restablecer el imperio de la ley y la autoridad del gobierno elegido, no porque sea perfecto, pero en aras de la estabilidad de Tailandia y la democracia. Las principales figuras [políticas] deben de dejar de enviar mensajes contradictorios y dejar claro su apoyo al gobierno y al imperio de la ley. La Alianza Popular debe poner fin a la ocupación ilegal de la Casa de Gobierno, los dirigentes y el ejército deben negociar con ellos para asegurar que así suceda. Las negociaciones deben estar respaldadas por medidas que gradúen la acción policial: menos uso de la fuerza, sobre la base de un gestión adecuada de la situación de sitio [de la Casa de Gobierno para su liberación]. A medio plazo, el cambio constitucional es necesario. La actual constitución -elaborada por un militar nombrado por la Asamblea en 2007- otorga demasiado poder a la burocracia y los tribunales que impiden la acción del poder ejecutivo. Se necesita un proceso de integración y consultas para determinar el justo equilibrio entre los necesarios controles y equilibrios [del poder], pero que otorgue al gobierno suficiente autoridad para evitar la parálisis total.

### Detenciones de líderes de la Alianza Popular y altercados posteriores

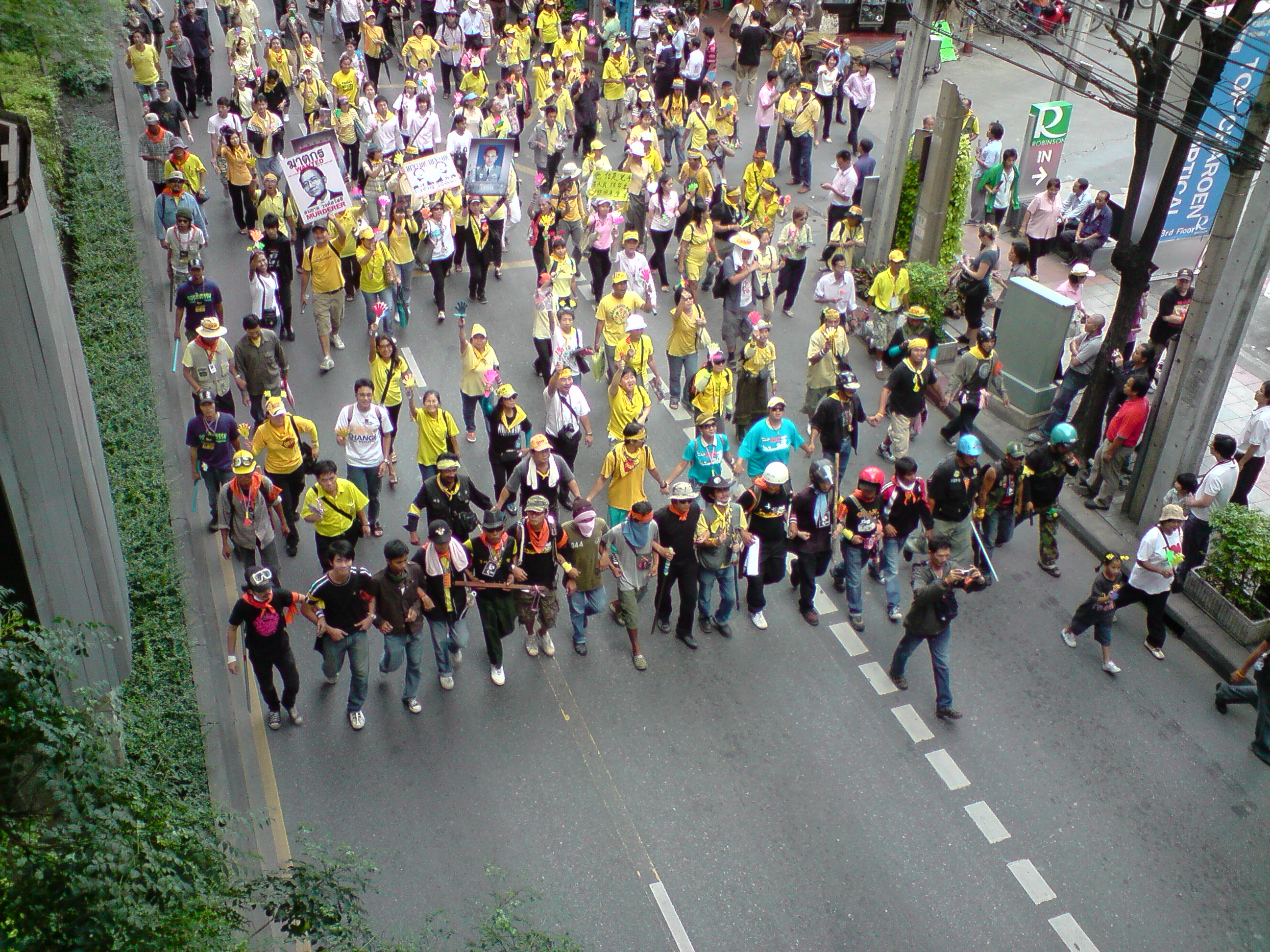
Manifestantes de la Alianza Popular en Bangkok dirigiéndose a la Embajada británica en octubre de 2008.

Después de ser acusados por sedición el 22 de agosto por un Tribunal penal los líderes de la Alianza Popular Chaiwat Sinsuwong, Sondhi Limthongkul, Chamlong Srimuang, Somsak Kosaisuk, Pipop Thonggchai, Somkiart Pongpaiboon, Suriyasai Katasila, Amorn Amornratananont y Therdpoom Chaidee, no empezaron a ser detenidos hasta el cambio de primer ministro. Así, el 3 de octubre fue detenido por la policía Chaiwat Sinsuwong, y el 5 Chamlong Srimuang, en un distrito electoral de Bangkok cuando iba a votar en las elecciones a gobernador de la ciudad. El resto de los acusados se entregaron el 10 de octubre y fueron puestos en libertad poco después.
El 7 de octubre 5.000 manifestantes movilizados por la Alianza Popular que obstaculizaban los accesos al Parlamento cuando iba a comparecer el primer ministro, Somchai Wongsawat, fueron disueltos por la policía, y se informó de 2 muertos y 437 heridos. Las fuerzas de seguridad intervinieron hasta en cuatro ocasiones para desalojar a los activistas. La ocupación de los accesos duraba desde el 26 de agosto.
Tras la primera carga policial, los manifestantes se retiraron para regresar más tarde con bates de béisbol, palos y barras de hierro. La policía aseguró que empleó botes de humo y gas lacrimógeno, pero fuentes médicas indicaron que algunas de las heridas fueron causadas por pequeños explosivos que produjeron heridas y fracturas óseas. Los fallecidos fueron una mujer por el impacto de un bote de humo y un hombre al que le estalló una carga explosiva que llevaba en el bolsillo.
El vice primer ministro de Tailandia, Chavalit Yongchaiyudh, dimitió de su cargo el mismo 7 de octubre por no compartir la dureza de la represión contra los manifestantes. Yongchaiyudh, que estaba a cargo de las negociaciones con los manifestantes, anunció su renuncia, asumiendo la responsabilidad por la represión, y sostuvo que la acción de las fuerzas de seguridad no estuvo conforme con los compromisos asumidos entre las partes.

### Recrudecimiento de la crisis en noviembre: estado de excepción y amenaza de golpe de Estado
El 20 de noviembre, en una manifestación de la Alianza Popular fallecieron dos personas y otras 30 resultaron heridas al explotar dos granadas de mano arrojadas contra los seguidores de la Alianza en dos concentraciones en Bangkok. La reacción de la Alianza fue cercar el parlamento e impedir sus sesiones desde el 24 de noviembre, así como ocupar las oficinas provisionales del gabinete. El 26 de noviembre varias explosiones sacudieron diversos aeropuertos, entre ellos el aeropuerto internacional de Suvarnabhumi, tomados por los miembros de la Alianza, causando doce heridos.

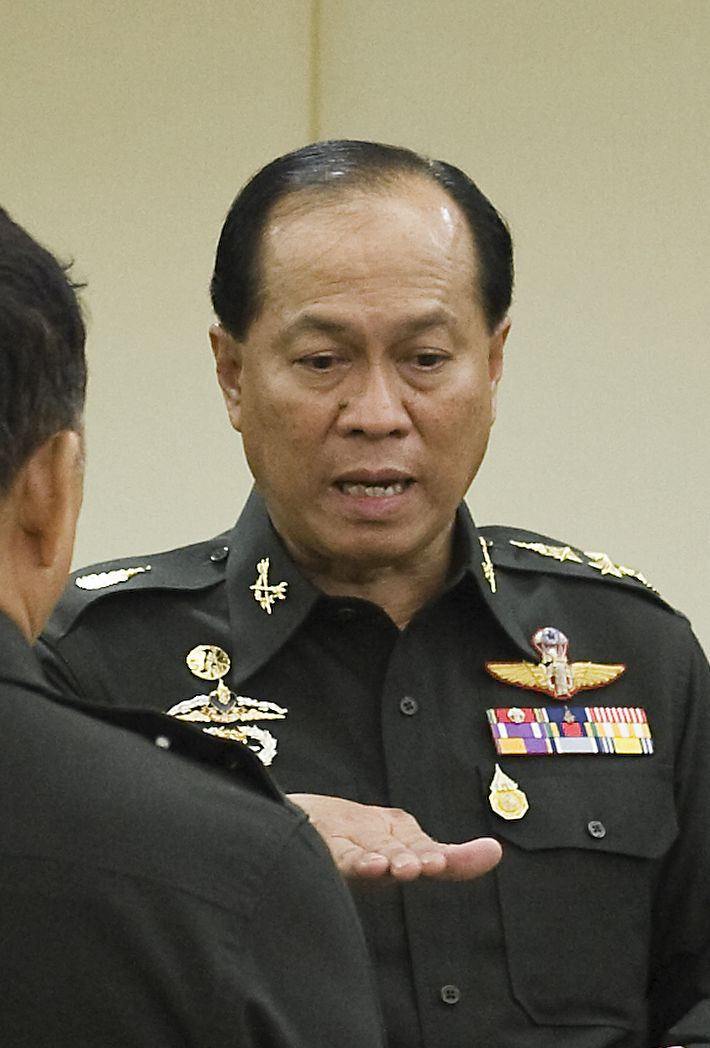
Anupong Paochinda, Comandante en Jefe del Real Ejército Tailandés.

Aunque se informaba del cansancio de los enfrentamientos entre la Alianza y el Frente Unido Nacional por la Democracia contra la Dictadura, el ejército tailandés, a través de su Comandante en jefe, general Anupong Paochinda, solicitó el día 26 la dimisión del gobierno y la convocatoria de elecciones, asegurando que no era un golpe de Estado: "Esto no es una asonada. El Gobierno continúa teniendo total autoridad. Estos puntos son la vía para solventar el problema que ha sumido al país en una profunda crisis", aunque también aseguró que "si un golpe de Estado resolviera todos los problemas, lo haría".
La petición fue rechazada de plano por el ejecutivo que manifestó que se había dicho "muchas veces [por el primer ministro] que no dimitirá ni disolverá el Parlamento porque ha sido elegido democráticamente". El primer ministro señaló que había sido "elegido en una democracia bajo la monarquía constitucional", y ordenó a los responsables de las fuerzas de seguridad que restablecieran la normalidad y llevasen ante la justicia a todos los responsables.
El 27 de noviembre los manifestantes antigubernamentales ocuparon el segundo aeropuerto de la capital, Don Muang, en el que el Gobierno había instalado temporalmente su sede. Mientras, se escucharon cuatro explosiones en los alrededores de la Casa del Gobierno y cinco ráfagas de disparos. A raíz del incremento de las revueltas, el primer ministro declaró el estado de excepción en los aeropuertos de Suvarnabhumi y de Don Muang, y se trasladó al norte (Chiang Mai) en medio de insistentes rumores sobre un golpe de Estado. Un portavoz del gobierno aseguró que el primer ministro "no tiene planes de regresar a Bangkok a corto plazo debido a que existe cierta incertidumbre acerca de los movimientos de los militares".

### Inhabilitación del primer ministro Somchai Wongsawat y de varios partidos
- Artículos en Wikinoticias: Inhabilitado el primer ministro de Tailandia

Mientras los manifestantes abandonaban la sede del gobierno para incrementar su número en los aeropuertos bloqueados y la violencia continuaba, falleciendo en el aeropuerto de Duan Mang un manifestante tras la explosión de una granada, el Tribunal Constitucional de Tailandia dictó el 2 de diciembre un fallo por el que inhabilitó al primer ministro Wongsawa y a otros 36 miembros del Partido del Poder del Pueblo (PPP) durante cinco años por fraude en las elecciones de 2007. También acordó la disolución del PPP, del Chart Thai y Matchimathipatai. Según la declaración del presidente del tribunal, la disolución pretendía "sentar un ejemplo político y un modelo. Los partidos políticos han minado el sistema democrático de Tailandia". A principios de septiembre, la Comisión Electoral de Tailandia recomendó que el PPP fuese disuelto por supuesta compra de votos durante las elecciones generales de 2007.
El primer ministro, Somchai Wongsawat, aceptó la resolución, declarando desde su refugio en Chiang Mai: "mis funciones han terminado. Ahora soy un ciudadano corriente". Un dirigente del PPP anunció que se formaría "un nuevo partido, Phak Pheu Thai, y buscaremos participar de la elección para un nuevo primer ministro el 8 de diciembre". Se trató de la tercera refundación de la formación original, el Thai Rak Thai del ex primer ministro Thaksin Shinawatra.
Seguidores del PPP, del Frente Unido Nacional por la Democracia y del primer ministro iniciaron una concentración ante la sede del Tribunal Constitucional para protestar por la sentencia a la que calificaron de "golpe de Estado judicial", mientras el vice primer ministro, Chavarat Charnvirakul, asumía de forma provisional el cargo de primer ministro.

### El líder opositor, Vejjajiva, es nombrado primer ministro

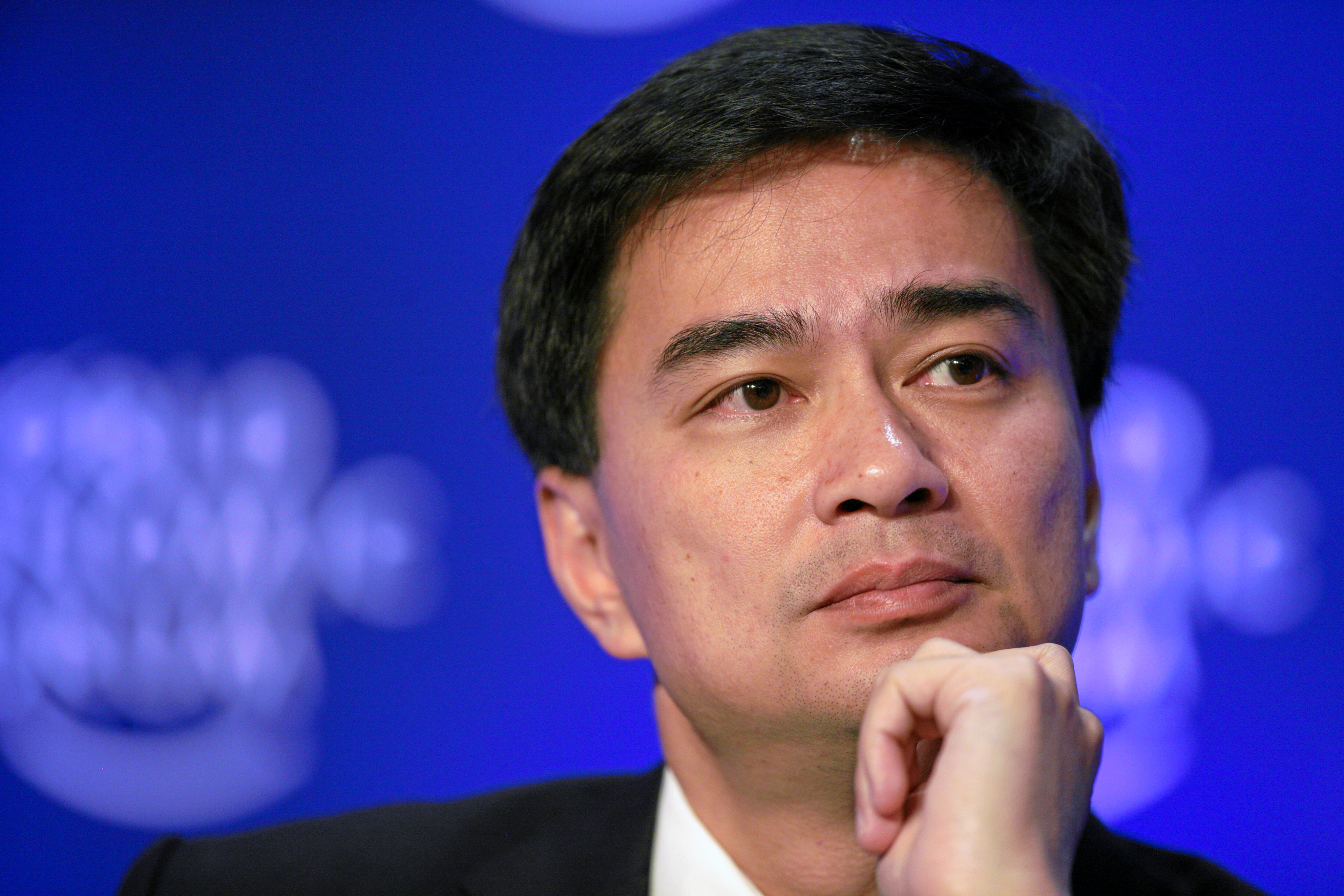
Abhisit Vejjajiva.

Tras la disolución de las formaciones políticas que formaban el gobierno, se hizo evidente que otro gobierno formado por el Phak Pheu Thai, sucesor del Partido del Poder del Pueblo, no iba a poder formar gobierno con los restos del partido Nación Tailandesa y del Partido Democrático Neutral. Así, Abhisit Vejjajiva, líder del Partido Demócrata de Tailandia, con el apoyo de su propio partido y de parte de los diputados que formaban la antigua coalición de gobierno, entre ellos Newin Chidchob y otros 37 diputados del PPP, formó una nueva mayoría en la Asamblea Nacional que, mediante votación, le eligió el 15 de diciembre de 2008 como nuevo primer ministro con 235 votos a favor y 198 en contra, frente a Pracha Promnok. Los militantes de la Alianza Popular depusieron la toma de la sede del gobierno, aeropuertos y otras instalaciones, finalizando sus manifestaciones.

### Crisis con Camboya

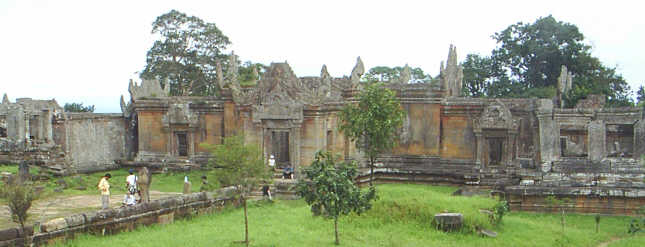
Templo Preah Vihear.

Mientras, la crisis con Camboya por la delimitación de fronteras se agudizó, recurriendo este país a Naciones Unidas. El primer ministro camboyano, Hun Sen, solicitó la mediación internacional tanto a Naciones Unidas como al Tribunal Internacional de Justicia de La Haya por el conflicto respecto a estatus del templo Preah Vihear, que la Corte Internacional ya reconoció como territorio camboyano en 1962. El 22 de julio Camboya había solicitado la acción del Consejo de Seguridad de Naciones Unidas en el conflicto, pero aceptó la tesis tailandesa de posponer el tema hasta la solución de la crisis política en el propio país. No obstante, tras la detención de varios activistas nacionalistas tailandeses en el templo, Camboya volvió a solicitar la acción internacional para la defensa de sus fronteras. Desde julio, ambos países habían acumulado tropas en la zona de conflicto.
En la primera semana tras ser elegido primer ministro, Somchai Wongsawat habló con el primer ministro de Camboya, Hun Sen, y ambos acordaron buscar una salida amistosa al conflicto fronterizo.
No obstante, el 15 de octubre, fuerzas de ambos países intercambiaron disparos después de que el primer ministro camboyano, Hun Sen, diera el día anterior un ultimátum para la retirada de las tropas tailandesas que rodean al templo Preah Vihear. Acto seguido, el ministro de Asuntos Exteriores de Tailandia, Sompong Amornvivat, manifestó: «estamos en nuestro territorio, ¿cómo vamos a retirarnos de un lugar que es parte de nuestro país?». Tailandia ordenó el mismo día 15 a sus ciudadanos que abandonasen Camboya.

### Impacto económico
Del 26 de agosto, día de máxima crispación y enfrentamientos públicos, al 11 de septiembre, la Bolsa de Bangkok había descendido un 3,34%. La Cámara de Comercio de Tailandia advirtió el mismo día 11 que los daños en la economía de Tailandia por la crisis podrían alcanzar los 2.887 millones de dólares. El 2 de septiembre se anunció que el descenso de turistas había sido de un 30% con respecto al año anterior, con pérdidas acumuladas de 11,5 millones de dólares diarios.

## Crisis durante el gobierno de Abhisit Vejjajiva

### Protestas de los grupos afines a Thaksin Shinawatra
Los partidarios del anterior gabinete, unidos por su lealtad al antiguo primer ministro Thaksin Shinawatra y denominados Camisas Rojas, bloquearon el 29 de diciembre los accesos al Parlamento donde el recién nombrado primer ministro, Abhisit Vejjajiva, debía realizar su discurso de formación, investidura y presentación del nuevo gobierno. Los manifestantes solicitaban nuevas elecciones generales, tras el conjunto de sucesos de 2008 que habían llevado al cese de dos primeros ministros y el triunfo de los manifestantes de la Alianza Popular. Tras dos días, el 30 de diciembre los diputados se realojaron en la sede del Ministerio de Asuntos Exteriores y celebraron allí la reunión parlamentaria. El primer ministro aseguró en su discurso que «las medidas urgentes en la primera parte del año estarán dirigidas a restaurar la confianza y estimular la economía, incrementando el poder adquisitivo de los ciudadanos y disminuyendo los gastos de la gente».

### Las acusaciones de golpismo contra Prem Tinsulanonda

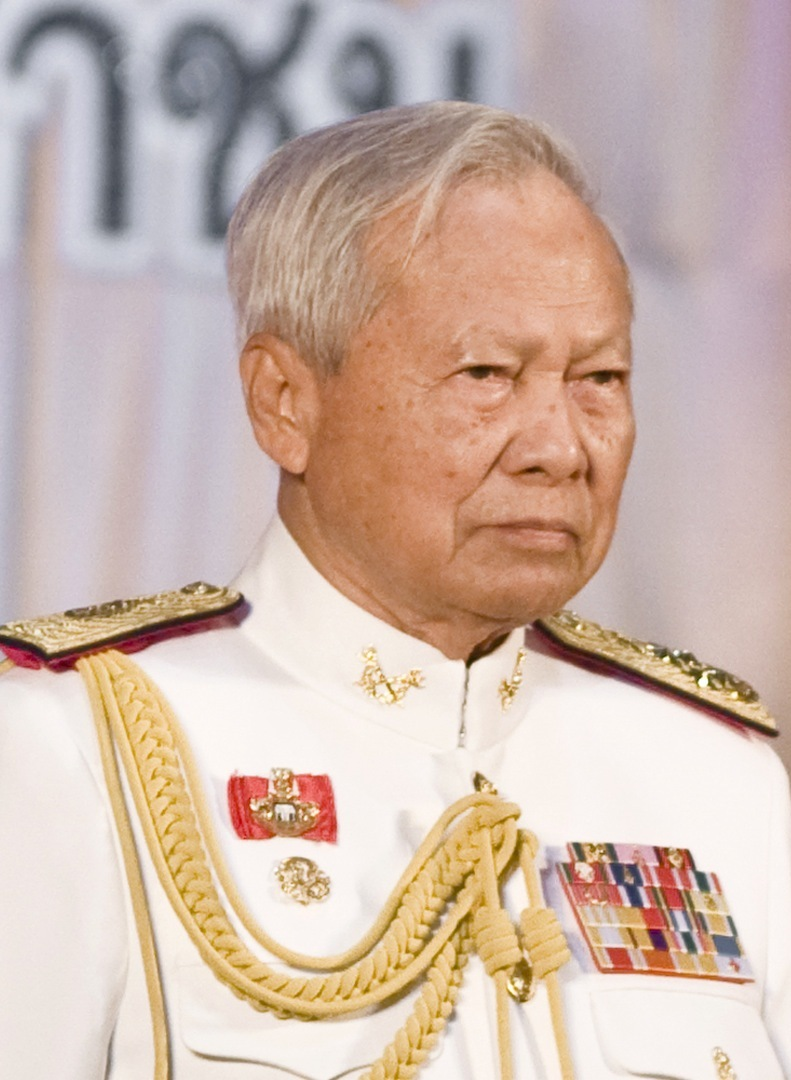
General Prem Tinsulanonda, Presidente del Consejo Privado del Rey de Tailandia.

En marzo de 2009, Thaksin Shinawatra, afirmó a través de emisión de un vídeo que el presidente del Consejo Privado del Rey de Tailandia, Prem Tinsulanonda planeó el golpe militar de 2006, y que los demás miembros del Consejo, Surayud Chulanont y Chanchai Likhitjittha, conspiraron con los militares para que Abhisit Vejjajiva fuera primer ministro. A pesar del rechazo de las acusaciones por los aludidos, cientos de miles de personas pertenecientes al Frente Unido Nacional por la Democracia contra la Dictadura (Camisas Rojas), protestaron en Bangkok a principios de abril exigiendo que Abhisi renunciara, y que Prem, Surayud, y Chanchai dimitieran del Consejo Privado. Thaksin llamó abiertamente a la revolución popular para derrocar a los nobles con el lema "Khon Ammat" ("Abajo los nobles").
Los partidarios de Thaksin Shinawatra finalmente comenzaron una protesta masiva el 8 de abril con 100.000 manifestantes frente a la Casa de Gobierno y a la cercana Plaza Real por la noche. Thaksin prometió por teléfono el apoyo a los manifestantes. El objetivo de los mismos, tal como ellos lo declaraban, era "derribar" a las "Elites" o "Nobles Régimen", acusándolos de intromisión en la política, un tema controvertido para los monárquicos o realistas, en particular los partidarios PAD. Por lo tanto el movimiento también fue visto como enfrentado al monarca. 
Los manifestantes también instaron a la revocación de la Constitución de 2007, la dimisión de Vejjajiva, la disolución del parlamento y la celebración inmediata de elecciones.

### Protestas ante la Cumbre de Asia Oriental y sucesos de abril de 2009
Las protestas, encabezadas por los Camisas Rojas -partidarios de Thaksin- (Frente Unido Nacional por la Democracia contra la Dictadura) (FUNDD) se expandió a Pattaya, lugar donde se celebraba la Cuarta Cumbre de Asia Oriental. Algunos manifestantes y los taxistas usaron sus taxis en el centro de Pattaya como barricadas, bloqueando el transporte de los líderes extranjeros que asistían a la Cumbre. 
Después, mientras los manifestantes se dirigían al hotel de la Cumbre, hubo enfrentamientos violentos entre la UDD y partidarios del gobierno miembros de la Alianza Popular por la Democracia (Camisas Amarillas). The Straits Times informó de que ambos bandos usaron palos, piedras, cócteles molotov, y "pequeñas bombas" en los enfrentamientos. Las protestas y los enfrentamientos se intensificaron. Los Camisas Rojas, finalmente irrumpieron en el edificio del hotel, haciendo que la cumbre se cancelase. Los líderes extranjeros fueron evacuados de la sede en helicóptero a una base aérea militar cercana que ya había sido usada durante los asedios a los aeropuertos de país en 2008. Después de que los militares tomaran el control en Pattaya, los manifestantes se dispersaron.

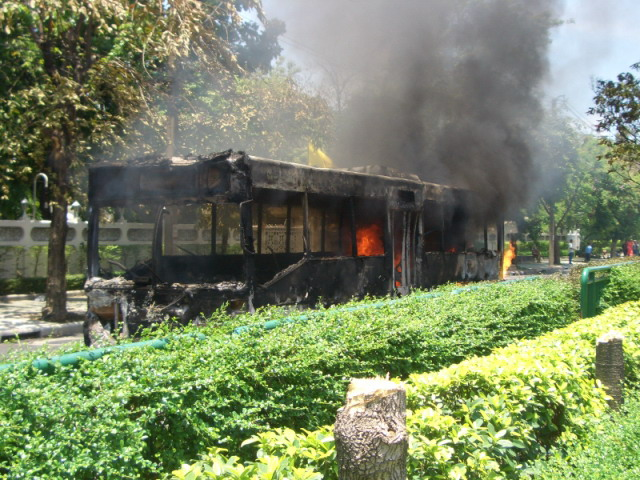
Barricadas en Bangkok en abril de 2009.

En la semana del Año Nuevo tailandés, las protestas regresaron y se intensificaron en Bangkok. Camisas Rojas en coches, autobuses y camiones cisterna trataron de tomar el control de varios puntos en el centro de Bangkok. Se dio de inmediato inicio a un enfrentamiento general entre partidarios del gobierno y detractores, así como entre la población en general. Abhisit declaró el estado de emergencia en Bangkok y sus alrededores debido a la escalada de la tensión y denunció a los manifestantes contrarios al gobierno como "enemigos nacionales".
El primer ministro Abhisit Vejjajiva declaró después el estado de excepción en Bangkok y sus alrededores el 12 de abril de 2009. Emitió un decreto que facultaba al gobierno para censurar las emisiones de televisión. Un periodista de televisión informó que se le ordenó no mostrar imágenes perjudiciales para el ejército o el gobierno. Thaksin mostró su apoyo de sus seguidores, pidiendo el derrocamiento del gobierno, e instó al rey Bhumibol para intervenir y poner fin a la confrontación.

### Ocupación de Bangkok por los Camisas Rojas en marzo de 2010

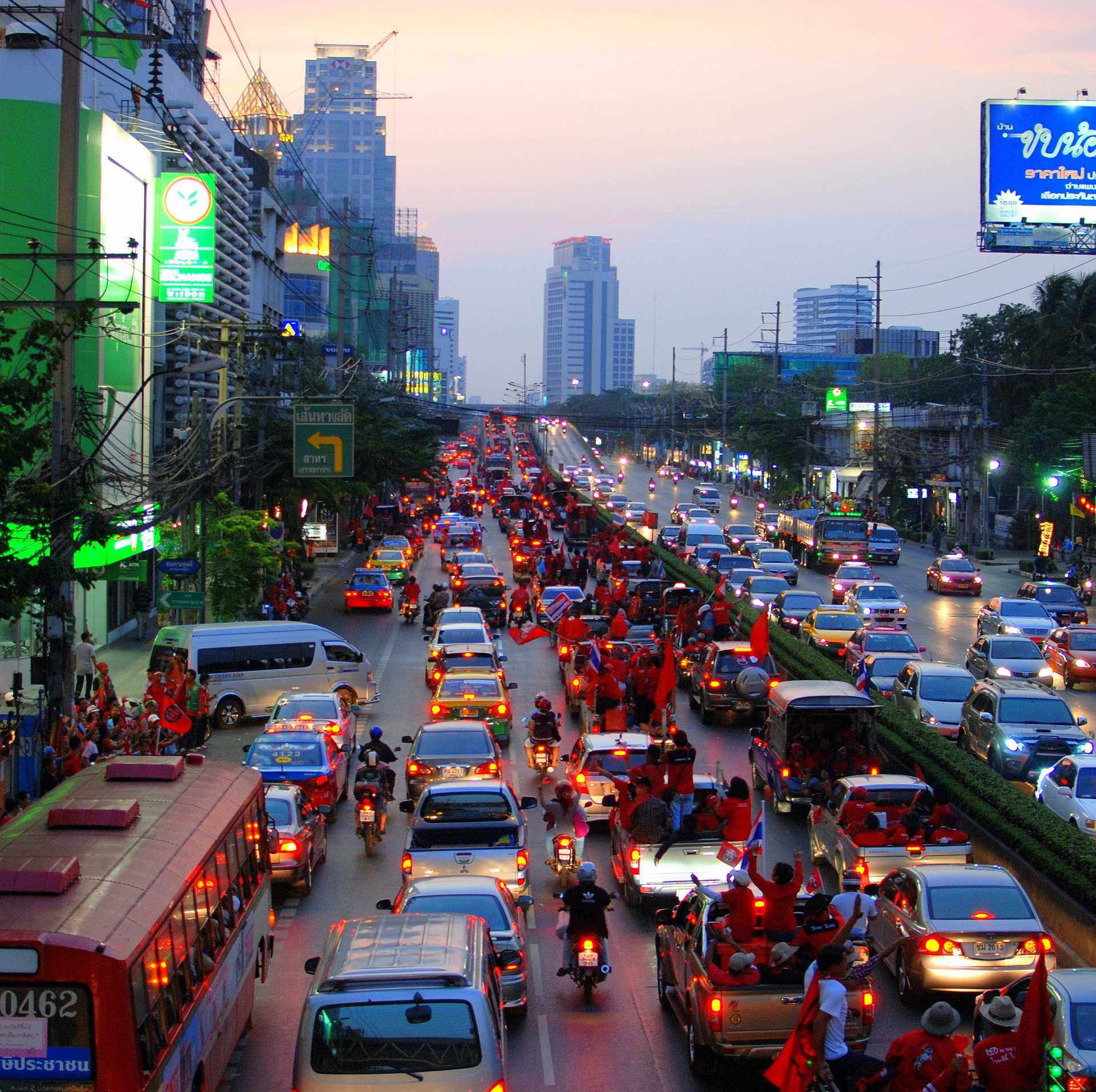
Marcha de los Camisas Rojas sobre la capital el 20 de marzo de 2010.

El 20 de marzo de 2010, miles de Camisas Rojas provenientes de todo el país, en especial de las zonas rurales y menos favorecidas, marcharon sobre la capital, Bangkok, tomando los distritos financieros y comerciales de la ciudad y ocupándola durante meses a pesar de las acciones de la policía.
El 10 de abril de 2010, según confirmó después el Gobierno de Tailandia, 20 Camisas Rojas murieron y más de 800 resultaron heridos en los enfrentamientos de los mismos con el ejército en el centro de Bangkok. Entre los fallecidos se encontraba un camarógrafo japonés de la agencia Reuters, Hiroyuki Muramoto. Las Fuerzas Armadas cumplían una orden del Primer ministro en el que se trataba de desalojar del centro de la capital a los miles de manifestantes del frente Unido. A pesar de la escalada de violencia, que hizo recordar a muchos habitantes de la capital las matanzas de 1992, el Primer ministro se negó a atender las peticiones de los manifestantes y disolver el Parlamento.

### Programa de reconciliación pactado
El primer ministro, Abhisit Vejjajiva, propuso el 3 de mayo de 2010 a los Camisas Rojas, la celebración de elecciones generales el 14 de noviembre, tras pactarlo días antes entre los partidos de gobierno y las Fuerzas Armadas. Vejjajiva manifestó que estaba «realmente convencido de que la reconciliación de nuestra sociedad no puede esperar más y, cuando llegue ese momento, el Gobierno estará listo para organizar las elecciones el 14 de noviembre».
El programa de reconciliación entre gobierno y oposición se basaba en la convocatoria de elecciones y la disolución del Parlamento, con el compromiso de asumir las partes seis compromisos: la protección y defensa del sistema monárquico del país, para dejarlo al margen de la conflictividad política partidaria; afrontar los problemas de desigualdad social que se daban en muchas zonas del país; garantizar la libertad de información de los medios de comunicación, si bien se apostaba por la creación de un órgano de control para garantizar la no creación de conflictos; ley de amnistía de presos políticos, reforma constitucional y de la legislación electoral que limitaba la libertad política y de libre concurrencia electoral y la creación de una comisión independiente que investigase los graves altercados del 10 de abril en los que murieron varios camisas rojas del Frente Unido, calculándose en 27 los fallecidos y en centenares los heridos.
Poco después, Thaksin Shinawatra manifestó, en declaraciones a The Nation desde el exilio en Dubái, que era "tiempo de reconciliación". Los líderes del Frente Democrático, más tarde, aceptaron parcialmente la oferta de elecciones, pero se negaron a abandonar sus posiciones en el centro de la capital tailandesa.

#### Rechazo del acuerdo por losCamisas Amarillas
No obstante, el 5 de mayo la Alianza Popular por la Democracia, (Camisas Amarillas), representantes de la línea de apoyo al gobierno y que a finales de 2008 derribaron el anterior gabinete tailandés, rechazaron el acuerdo. Exigieron al primer ministro, Abhisit Vejjajiva, la renuncia por plegarse a los pactos con los Camisas Rojas. Los que hasta ese momento había arropado a Vejjajiva se mostraron dolidos y así lo hicieron saber a través del portavoz de la Alianza, Suriyasai Katasila:

Exigimos que el primer ministro cancele su propuesta, que salga del camino y deje su espacio para otra persona.

#### Ruptura de los acuerdos

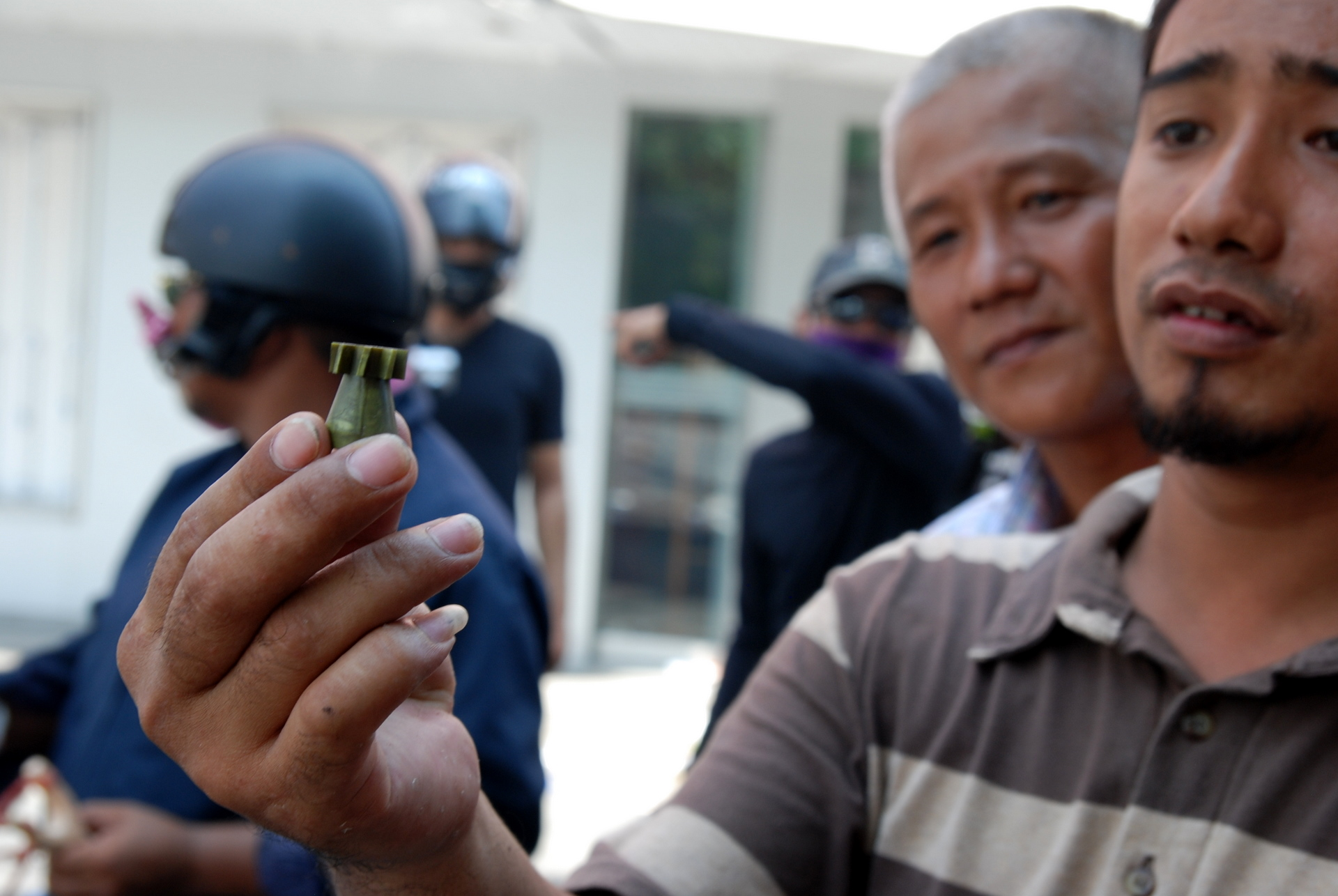
La ruptura de las negociaciones con el gobierno avivó las manifestaciones de los Camisas Rojas. Uno de ellos muestra la munición empleada por el Ejército el día 14 de mayo de 2010.

A pesar de los acuerdos, los Camisas Rojas no levantaron su ocupación del centro económico y financiero de Bangkok hasta que no se produjese la confirmación oficial de disolución del parlamento y la convocatoria de elecciones. El 7 de mayo murieron dos policías en un ataque con granadas y en un tiroteo en la capital. Los Camisas Rojas negaron cualquier relación con los hechos. Por su parte, los Camisas Amarillas (Alianza Popular por la Democracia), continuaron sus acusaciones de debilidad al gobierno y exigieron la declaración de la Ley Marcial para restablecer el orden.
El gobierno anunció el 13 de mayo la ruptura de los acuerdos con los Camisas Rojas al no haber levantado estos la ocupación del centro de la capital tailandesa y dispusieron una carga policial y del ejército para desalojar a los ocupantes, que fracasó, con el resultado de un muerto y diecinueve heridos, entre ellos el general de división Khattiya Sawasdiphol, uno de los líderes del movimiento de protesta que fue alcanzado de un disparo en la cabeza, quedando en estado muy grave.

### Continuación de las protestas
Tras los graves enfrentamientos y dictarse el estado de emergencia, los gobiernos de Estados Unidos, Francia y Reino Unido anunciaron el cierre de sus embajadas y el gobierno de España pidió a sus nacionales que no viajasen al país.
El 14 de mayo, tercer día de duros enfrentamientos continuos, el intento de asalto del ejército a los Camisas Rojas (entre 2000 y 10.000, según distintas fuentes locales; entre 15.000 y 20.000 según medios extranjeros) que ocupaban el distrito financiero de la capital, se saldó con 16 muertos y más de 120 heridos (entre ellos, tres periodistas). Jatuporn Prompan, uno de los dirigentes del Frente Unido, señaló que "La situación ahora está cercana a una guerra civil, nosotros tenemos que luchar, los líderes no deben pensar en retroceder cuando sus hermanos están listos para pelear," en clara referencia a la propuesta hecha por el ex primer ministro Thaksin, para que haya una reconciliación con el Gobierno.
El mismo 14 de mayo, el Secretario General de las Naciones Unidas, Ban Ki Moon, solicitó el cese de la violencia e instó tanto al Gobierno como a los líderes de la oposición a reabrir el diálogo. El comunicado de la oficina de prensa de las Naciones Unidas señalaba:

El secretario general está siguiendo con creciente preocupación el rápido incremento de las tensiones y de la violencia en Tailandia. Solicita tanto a los manifestantes como a las autoridades tailandesas que hagan todo lo que esté en su mano para evitar más violencia y mayores pérdidas de vidas humanas.

Natthawut Saikua, en nombre de los Camisas Rojas comunicó el 15 de mayo el deseo de negociar con el Gobierno sin condiciones previas, excepto la participación de las Naciones Unidas como mediadora, y que se declarase un alto el fuego, a lo que el gabinete se negó. En la madrugada del 15 al 16 de mayo, tras sumarse 30 muertos y más de 200 heridos desde el día 13, el gobierno barajó la posibilidad de declarar el estado de sitio en la parte ocupada en la capital, si bien el general Aksara Kerdhpol, del Alto Estado Mayor, comunicó que se había decidido no implementar la medida: "No es necesario por ahora emplear esta medida, porque tememos que puede tener un impacto adverso". No obstante, debido a la extensión de las protestas, el gobierno extendió el estado de excepción a quince provincias del norte y del noreste, ampliado más tarde a un total de 22 provincias; también declaró zona de fuego parte del centro de Bangkok, restringiendo las entradas y movimientos desde las 22:00 horas. Acusados los Camisas Rojas de retener a mujeres y niños, manifestaron que no impedían a nadie salir si lo deseaba.
El 16 de mayo, el ejército asaltó de nuevo la zona ocupada por los Camisas Rojas, sin mucho éxito, elevando el número de fallecidos oficialmente a 37 entre el 13 y el 16 de mayo, y el número total desde el inicio de las acciones en marzo, a 59 muertos y más de 1600 heridos. Sobre la propuesta de retomar las conversaciones realizada dos días antes por los Camisas Rojas, el gobierno les dio un plazo hasta las 4:30 horas UTC del 17 de mayo para deponer su actitud y abandonar la zona ocupada en la capital. En la madrugada de ese día, falleció, después de cuatro días en coma, el general Khattiya Sawasdiphol. A pesar de ello, la petición de alto el fuego se mantuvo, y se llegó a solicitar por el Frente Unido la mediación del rey Bhumibol Adulyadej. Uno de los líderes del FUDD señaló, en relación con el monarca, "creo que todos los tailandeses sienten lo mismo, que su majestad es la única esperanza", en un claro recuerdo de la mediación del mismo en 1992 en una grave crisis que llevó a duros combates entre el ejército y los estudiantes universitarios y a la que puso fin.
El 18 de mayo el gobierno rechazó una propuesta de los Camisas Rojas para que mediara en el conflicto el Senado de Tailandia. La propuesta consistía en pedir la mediación a través de un comité de trabajo de 64 senadores del total de 150 que integraban la Cámara.

### El asalto final del ejército

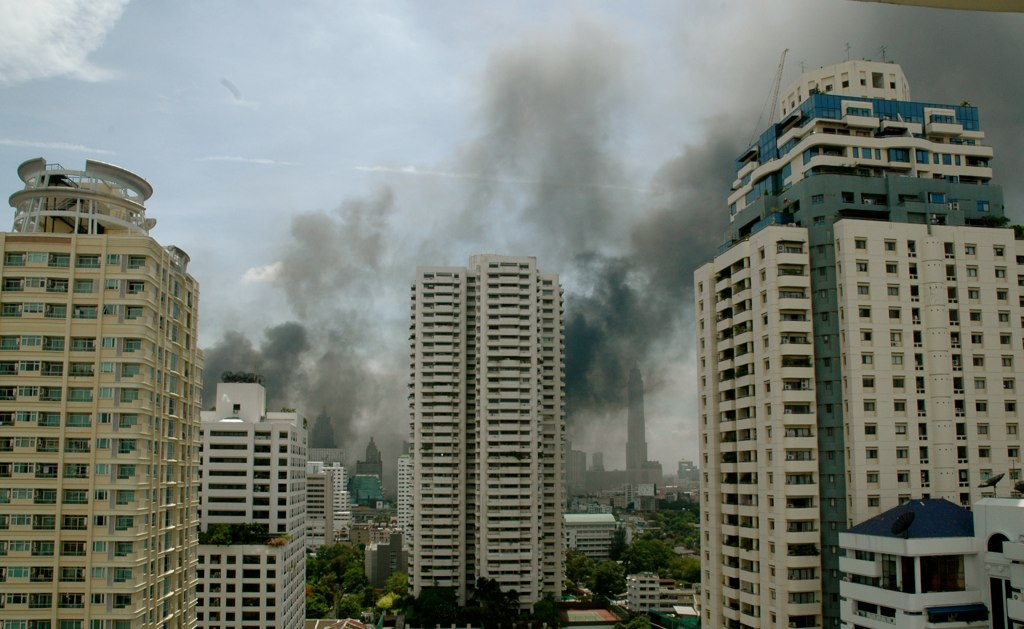
El centro de Bangkok, frente al parque Lumpini y en la intersección de Rachaprasong, arde en la mañana del 19 de mayo de 2010, tras el asalto final del ejército y la detención de los líderes de los Camisas Rojas.

El 19 de mayo el ejército consiguió superar las barricadas y ocupar la zona donde se establecían los Camisas Rojas, que se rindieron. Durante la operación se informó en un primer momento del fallecimiento de 4 personas y unos 50 heridos, si bien la cifra de fallecidos en el recuento del día siguiente se elevó a 15, incluyendo los de las provincias del norte y del noreste. Entre ellos se encontraba un fotógrafo italiano freelance, Fabio Polenghi. El total de fallecidos desde que se iniciaron las protestas, ascendía a 55 personas, aunque se llegaron a cifrar en días sucesivos en 84. El gobierno declaró el toque de queda durante unas horas, pero más tarde se vio obligado a ampliarlo hasta el día 24 de mayo, tanto en la capital como en 23 provincias tailandesas del norte y noreste.
Las operaciones se habían iniciado el 17 de mayo, vencido el plazo dado por el gobierno para que se abandonase por los ocupantes la zona céntrica de la capital. Ese mismo día 17 el ejército declaró "zonas de fuego real" todos los puntos ocupado, más una zona perimetral de unos 20 km². Tropas y vehículos se concentraron en torno de los campamentos que ocupaban el centro de la ciudad y asaltaron en la madrugada del 18 al 19 de mayo las principales barricadas. El ejército siguió por las calles, permitiendo la salida de todos aquellos que lo desearan. En ese momento se encontraban entre 5000 y 8000 manifestantes en la zona. Tras varias horas, a la 6:45 hora local, varios helicópteros militares sobrevolaron la zona, mientras que en tierra se bloqueaban las salidas de todas las calles y se aseguraba el perímetro. Durante todo este tiempo no dejaron de oírse disparos y explosiones. El ejército uso también lanzadores de agua para evitar el incendio de las barricadas y gases lacrimógenos.
La Cruz Roja, en previsión de los acontecimientos había evacuado niños a una "zona segura" declarada por el ejército, el templo de Pathum Wanaram. Sin embargo al día siguiente, en el refugio del templo se localizó a 9 de los muertos. En el templo Pathum Wanaram llegaron a refugiarse más de 2.000 personas ante la inminente llegada del Ejército. Los nueve muertos eran 8 manifestantes y una enfermera. Los hechos no fueron aclarados. Testigos afirmaron que hubo francotiradores disparando dentro del templo desde posiciones elevadas y no sabían quiénes eran.

### Rendición de los Camisas Rojas y saqueos
El ejército detuvo a los líderes del Frente Unido tras manifestar uno de ellos a sus correligionarios, Jatuporn Prompan, desde la tribuna situada en el centro de la concentración que "Os pido perdón a todos, pero no quiero más pérdidas. Estoy desolado también. Nos rendiremos." Días después el ejército mostro el material de combate que habían usado los manifestantes, entre ellos rifles de asalto, munición, granadas y bombas caseras. La rendición produjo desolación en muchos manifestantes. Una campesina declaraba que se encontraba enfadada y triste, y que Thaksin Shinawatra, el depuesto primer ministro en 2006, era para ella "como un padre. Ayudó a los campesinos y a la gente pobre". Otra manifestante con sus hijos, declaraba que no tenía miedo y que el gobierno engañaba a la gente, asegurando que se manifestaba por convicción, siendo falso que fuera usada por nadie como escudo frente al ejército. Uno de los desplazados a la ocupación de Bangkok, campesino de la provincia de Nong Khai, señalaba que el gobierno mantenía un doble rasero: "cuando los camisas amarillas tomaron el aeropuerto de Bangkok en 2008, no pasó nada. Cuando los camisas rojas protestamos, nos persiguen y nos califican de terroristas. Queremos democracia". Por último, un monje budista de 60 años decía temer que Tailandia fuera arrastrada a una guerra civil.
Tras las detenciones el gobierno decretó el toque de queda. Sin embargo, grupos aislados seguían en la zona, según algunas versiones eran incontrolados, e iniciaron la quema de distintas instalaciones comerciales de Bangkok, inclúida la sede de la Bolsa de valores y el Canal 3 de la televisión tailandesa. Los diario The Nation y Bangkok Post fueron evacuados. El ejército informó 24 horas después que el número de instalaciones afectadas por los saqueos e incendios ascendía a treinta y una. Más tarde la cifra aumentó, según fuentes oficiales, hasta una cuarentena de edificios incendiados. El Gobierno señaló que el caos y los saqueos fueron "cuidadosamente organizados y planeados" por los líderes de los Camisas Rojas antes de entregarse.

### Levantamiento del toque de queda y balance de víctimas
El toque de queda establecido en la capital del país y en distintas provincias del norte y noreste hasta el 22 de mayo se extendió más tarde por dos ocasiones, siendo levantado en todo el país el 29 de mayo. La extensión de la medida extraordinaria fue justificada por el gobierno sobre la base de la inestabilidad. El número final de fallecidos desde que se iniciaron las protestas en 2010 fue de 85 muertos y alrededor de 1900 heridos. El número de detenidos durante el toque de queda en todo el país era de, al menos, 511 personas, según datos oficiales del 25 de mayo.

### Extensión del estado de excepción
No obstante, el estado de excepción se mantuvo en la capital y 23 provincias. A principios de julio de 2010, el centro de estudios International Crisis Group recomendó al gobierno tailandés levantar el estado de excepción. Por el contrario, el Centro para la Resolución de la Situación de Emergencia (CRES), creado por el propio gobierno, pidió su mantenimiento. El ejecutivo decidió al día siguiente prorrogar el estado de excepción en la capital y en 18 provincias (en otras cinco se levantó) durante tres meses más. Las razones que se argumentaron por el gabinete fueron que habían sido informados "de que algunas personas siguen difundiendo falsas informaciones para propagar el odio y provocar disturbios".

### Posición de Thaksin Shinawatra después de la rendición de los Camisas Rojas
La misma mañana del 19 de mayo, Thaksin Shinawatra, advirtió que "hay una teoría que dice que las ofensivas militares pueden propagar resentimiento, y ese resentimiento puede llevar a que el pueblo se convierta en guerrilla". No obstante, el 24 de mayo abogó por una salida con un diálogo "justo y equitativo", sin dejar de acusar al gobierno de las muertes durante el conflicto. En cuanto al futuro político del país y la responsabilidad por la violencia posterior a la rendición de los Camisas Rojas, señaló:

Tailandia está hoy de luto. Me uno a todos los patriotas en su llamamiento a favor de la calma y la no violencia y condeno las acciones de aquellos que han actuado con oportunismo e impunidad para causar destrozos en Bangkok, lo que es ajeno a la causa del movimiento de los manifestantes

Un tribunal de Tailandia emitió una orden de arresto contra el ex primer ministro Thaksin Shinawatra, acusándolo de terrorismo, a raíz de un informe del Departamento Tailandés de Investigaciones Especiales, que concluyó que Thaksin había financiado a los Camisas Rojas y les había ayudado a contrabandear armas y combatientes procedentes de Camboya , durante la crisis política.

### Posición de gobierno tras el final de la ocupación de Bangkok
Pocos días después de la rendición de los camisas Rojas, 184 parlamentarios del partido Puea Thai acusaron de negligencia al ejecutivo al dilatar la solución de la crisis, con alto costo humano y económico, y de violar la Constitución vigente, abuso de autoridad y mal uso de los fondos públicos.

### Repercusiones económicas de las protestas en 2010
Los efectos económicos negativos de las protestas en mayo de 2010 sobre la capital tailandesa eran importantes. Por una parte, la ocupación hotelera turística había caído del 60% al 10%, las llegadas al aeropuerto de Suvarnabhumi, el más importante del país, habían descendido un 30% en abril, más de cuarenta países habían recomendado a sus ciudadanos no viajar a Tailandia y la Oficina de Exposiciones y Convenciones, aseguraba haber dejado de ingresar más de 23 millones de euros por las protestas. Por otra parte, miles de trabajadores habían ido sumando dificultades para acudir a sus trabajos, lo que unido a la crisis del sector turístico, había llevado a varias empresas a despidos masivos. También habían cerrado grandes centros comerciales como Gaysorn o Península Plaza. El gobierno evaluó al final de las protestas en un coste directo de 500 millones de dólares las ayudas necesarias a las empresas afectadas.
No obstante, el Banco Central de Tailandia, aunque había reconocido los efectos de la crisis política sobre el turismo, señaló un aumento del crecimiento del producto interior bruto para 2010 para situarse entre el 4,3% y el 5,8%, frente al 3,3%-5,3% anunciado en enero, todo ello debido a que el sector exportados no se había vista afectado. Sin embargo, el 24 de mayo, el Departamento para el Desarrollo Económico y Social (NESDB), órgano gubernamental tailandés, aseguró que el impacto de la crisis podía alcanzar a reducir 1,5 puntos del producto interior bruto.

### Acusación de terrorismo a los líderes de los Camisas Rojas
En agosto de 2010, la Fiscalía de Tailandia hizo público que había imputado como "terroristas" a diecinueve líderes del movimiento de los Camisas Rojas, por los actos vandálicos y violentos durante las protestas. Los imputados eran los detenidos tras la rendición, mientras que otros seis, en paradero desconocido, serían procesados en cuanto se les localizase.